# Раумер, Карл Отто фон
Карл Отто фон Ра́умер (нем. Karl Otto von Raumer; 17 сентября 1805, Старгард — 6 августа 1859, Берлин) — германский прусский политический деятель и деятель образования.

## Биография
Карл Отто фон Раумер  родился в семье генерал-майора. Окончил гимназию в Штеттине, затем изучал право сначала в Гёттингенском университете, затем в Берлинском университете. С 1831 года был асессором, с 1834 года — регирунгсратом сначала в Познани, затем (с 1838 года) — во Франкфурте-на-Одере. В 1840 году был назначен министром финансов и введён в тайный совет по финансам. Год спустя стал тайным советником по линии министерства внутренних дел, в 1843 году стал вице-президентом окружного правительства Кёнигсберга, с 1845 года был президентом правительства Кёльна и с 1848 года — Франкфурта-на-Одере. 19 декабря 1850 года министром образования, науки и медицины в кабинете Мантейфеля и вместе с последним вышел в отставку в 1858 году. С 1850 по 1852 год был также депутатом прусской Палаты господ, затем избирался в Палату представителей.
В качестве министра стал одним из главных деятелей реакции; сильнейшее противодействие встретили главным образом его так называемые «регулятивы», изданные в 1854 году: они имели целью сделать основой обучения в народной школе церковный элемент и запрещали воспитанникам учительских семинарий изучение даже немецких классиков. Хорошие стороны этих правил, направленные к упрощению школьного преподавания, остались незамеченными. В 1851 году сыграл главную роль во временном запрете в Пруссии детских садов Фрёбеля.

## Награды
- Орден Красного орла 3-го класса с бантом (1844)[1]
- Орден Красного орла 2-го класса с дубовыми листьями(1852)[2]; звезда к ордену с дубовыми листьями (1853)[3]
- Орден Красного орла 1-го класса с дубовыми листьями (1856)[4]